# ユダの手紙
『ユダの手紙』（ユダのてがみ）は新約聖書の正典中の、公同書簡に分類される手紙のひとつである。わずか25節の短い書簡であり、異端に対して厳しい批判を展開するとともに、信徒に正しい信仰を守ることを勧めている。著者は手紙の冒頭でヤコブの兄弟ユダと名乗っており、一般にこのユダは主の兄弟ユダを示すと考えられている。ただし、現代の自由主義神学の立場からは、ユダに帰した偽名書簡の可能性が指摘されている。
定評あるギリシア語校訂版のネストレ・アーラント28版での題名は ΙΟΥΔΑ ΕΠΙΣΤΟΛΗ である。『ユダの手紙』という書名は新共同訳聖書ほか、口語訳、バルバロ訳、フランシスコ会訳、新改訳、塚本訳、岩波委員会訳、現代訳などの日本語訳聖書で用いられている。他の訳例としては、『ユダの書』（大正改訳）、『ユダスの手紙』（共同訳）、『イウダの書』（日本正教会訳）、『ユダ書』（前田訳）、『ユダ書簡』（田川訳）などがある。簡略化のため、以下では便宜的に「ユダ書」と表記する。

## 著者
本文中で著者は自らを「イエス・キリストの僕（しもべ）またヤコブの兄弟であるユダ」（口語訳聖書）と名乗る。「ユダ」という名はイエスを引き渡したイスカリオテのユダをはじめ、新約聖書に何人か登場するが、「ヤコブの兄弟」と位置づけられているユダは、主の兄弟ヤコブの兄弟、すなわち主の兄弟ユダ以外にいない。この人物は、一般にタダイとも呼ばれる使徒ユダとは別人と見なされる。ただし、オリゲネスらは、主の兄弟ユダを使徒ユダと同一視しており、現代においてもフェデリコ・バルバロのようにその立場を採る者もいる。また、教会の伝承においては、著者のユダをヤコブの兄弟とするものからそうでないとするものまで様々であった。
リベラル派には、ユダの名を借りて後の時代に作成された偽名書簡と見る者たちがおり、両論を併記しているフランシスコ会訳聖書においても、偽名書簡と見る論者が多いことは認められている。偽名書簡と見る立場では、ユダの名を借りたのは権威付けのためとされている。しかし、こうした説には真正書簡と見る福音派などからの反論もある。聖書正典においては、主の兄弟ユダは直接的には『マルコによる福音書』6章3節（および並行する『マタイによる福音書』13章55節）で、イエスに驚く群衆の発言の中で名前が言及されているにすぎないからである。
古代の伝承においても、ヘゲシッポスがユダの2人の孫について述べた程度しか伝わっておらず、ユダ本人については何も伝わっていない。
偽名説に反論する人々は、もしも権威付けを理由とした偽名ならば、なぜ著者は（主の兄弟とはいえ）このような知名度の低い人物を選んだのかを疑問視している。さらに、もしも権威付けならば、著者が（主の兄弟などを名乗らずに）「ヤコブの兄弟」としか名乗っていないことも不自然とされる。この点、真正書簡と見る立場では、イエスに対する畏敬や控えめな態度として理解できる。しかし、偽名書簡だとするならば、もっと主の兄弟としての権威を強調してしかるべきというわけである。
ユダの知名度についての疑問は自由主義神学の側からも提示されており、ドイツのNTD新約聖書註解シリーズで公同書簡を担当したヨハネス・シュナイダーは、ユダの生涯が詳らかになっていない以上、本当に主の兄弟ユダが書いた可能性も排除しきれないと指摘している。
偽名書簡と見る場合、真の著者は不明である。ただし、外典・偽典を含む旧約聖書からの引用などによって、ユダヤ人キリスト教徒が想定されることがある。

## 成立年代
書簡そのものには執筆年代を決定する手がかりに乏しく、その推定年代は立場によって西暦60年から180年までとかなりの幅がある。
まず、主の兄弟ユダの真正書簡と見る立場の例をいくつか挙げる。カトリック教会のフェデリコ・バルバロは、この書簡が異端との対決を示しているのに対し、ヘゲシッポスによる伝承では主の兄弟ヤコブの殉教（62年）以前のパレスチナに異端が見られなかったとされることから、62年以降の執筆とした。その上で、70年のエルサレム陥落が投影されていないことから、遅くともそれ以前の成立とし、ユダ書との類似が指摘される『ペトロの手紙二』より先の成立なら62年から64年、後の成立なら64年から70年と推測した。同じカトリックでもフランシスコ会訳聖書では70年から80年頃とされている。
福音派の各種文献でもおおむね60年から80年ごろの時期が想定されている。『新聖書注解』ではユダが80年に没するまでの10年から15年の間、『新聖書辞典』では64年頃ないしその少し後、『エッセンシャル聖書辞典』では70年代から80年代、『新実用聖書注解』では60年から80年頃、『BIBLE navi』では65年頃とされている。また、現代訳聖書を手がけた聖書学者尾山令仁はこの書が66年頃に書かれたものと考えている。
他方、偽名書簡と見る立場では、もっと後の時代が想定される。岩波委員会訳聖書および『総説 新約聖書』（新版）でユダ書を担当した小林稔は、一般的な見解として西暦100年ごろを挙げている。『新共同訳 新約聖書略解』でユダ書を担当した辻学は、1世紀終わりごろとしている。キリスト新聞社の『新共同訳 聖書辞典』では、17節が使徒たちを過去の存在としているように読めることや、描かれている異端の出現時期の推定などから、110年から130年頃が想定されている。新教出版社の『新共同訳聖書 聖書辞典』では120年前後とされている。『総説 新約聖書』（旧版）でユダ書を担当した川村輝典は150年以前とした。

## 執筆場所
この手紙は執筆場所についての手がかりも乏しい。川村輝典、土戸清、小林稔 、田川建三のように、単に不明としている論者も少なからずいる。
主の兄弟に対する思い入れが強かったシリアとされることもある。ただし、シリアがユダ書の正典化に消極的な地域であったこととは整合しない。パレスチナで主の兄弟が活動していたため、パレスチナが想定されることもある。さらには、エジプトが想定されることもある。これはユダ書に外典の利用が見られることと、外典を受容する傾向のあったエジプトが結び付けられたためである。
また、場所を特定した意見ではないが、手紙の中で宛先の信徒たちを直接訪問する意図が表明されていないのは、宛先とかなり離れていることを暗示しているのではないかとするフェデリコ・バルバロのような意見もある。

## あて先
ユダ書は公同書簡に含まれており、その体裁は確かに公同の教会に向けられているかのようである。これをそのまま不特定の相手に向けられたと理解する尾山令仁のような者がいる一方で、一定範囲の教会が実際には想定されていると考える者たちもいる。ただし、その想定は必ずしも一致するものではない。バルバロ訳聖書やフランシスコ会訳聖書は旧約外典・偽典が使用されていることから、その知識のあるユダヤ人キリスト者を想定しているが、ヨハネス・シュナイダーのように、旧約をよく知っている人々としつつ、異邦人（非ユダヤ人）キリスト者を想定する者もいる。
3節の「わたしたちが共にあずかっている救」から、ユダヤ人キリスト教徒が中心で、異邦人も想定されているとする見解もある。

## 内容
『ユダの手紙』はわずか25節しかなく、新約聖書の中では短い部類に入る。ただし、新約聖書で章分けされていないのは『フィレモンへの手紙』（25節）、『ヨハネの手紙二』（13節）、『ヨハネの手紙三』（15節）、そしてこのユダ書の4通の書簡のみだが、単語数で見た場合、その中では最も長い。

### 主題
ユダ書は「異端に対する烈しい反論の書」である。ただし、その反論は異端の教理を具体的に取り上げて論駁する形をとらず、彼らの不品行を批判したり、旧約聖書などを引き合いに出したりしつつ、異端の末路がどのようなものかを示すものとなっている。そのため、ここで攻撃されている異端がどのような存在であったかについては不明瞭な部分もあるが、グノーシス主義的な思想に基づく自由放縦な人々がしばしば想定される。ユダ書の目的は、そうした異端との対決あるいは偽教師たちについての警告などと位置づけられている。

### 構成
いくつかの日本語訳聖書では段落分けがなされている。そう大きく異なるわけではないが、細かな違いはある。学者間でも段落分けは一致しておらず、明確に区切ること自体に否定的な見解を示す者もいる。ここでは参考として、新共同訳、フランシスコ会訳、新改訳、岩波委員会訳の段落分けを例示しておく。
| 節    | 新共同訳             | フランシスコ会訳 | 新改訳                     | 岩波委員会訳             |
| ----- | -------------------- | ---------------- | -------------------------- | ------------------------ |
| 1-2   | 挨拶                 | 挨拶             | あいさつ                   | 挨拶                     |
| 3-4   | 偽教師についての警告 | 手紙を書く動機   | あいさつ                   | 執筆の動機               |
| 5-7   | 偽教師についての警告 | 旧約時代の裁き   | にせ教師たちがしていること | 偽教師たちに対する非難   |
| 8-16  | 偽教師についての警告 | 偽教師の振る舞い | にせ教師たちがしていること | 偽教師たちに対する非難   |
| 17-23 | 警告と励まし         | 警告と励まし     | 信仰者への警告と勧め       | 信徒たちへの警告と励まし |
| 24-25 | 賛美の祈り           | 結びの賛歌       | 祈り                       | 結びの賛歌               |

### 文体
その文体についてはギリシア語の見事さが指摘されている。その言葉遣いはヘレニズム的であるとも、ヘブライ的であるとも言われる。

### 注解
以下、各節の簡略な注解を行う。その際、便宜上、上に挙げた区切り方の中で最も細かい区切りであるフランシスコ会訳聖書の区切りに準じる。同じ区切り方は福音派の『新聖書注解』でも採用されている。

#### 1節と2節
1節で著者はユダと名乗っているが、これについては上の「著者」節を参照のこと。「イエス・キリストの僕」「召された人々」という表現に、パウロからの影響の可能性を指摘する見解もある。また、ヤコブへの言及などは、『ヤコブの手紙』の存在を前提にしているとされる。
2節の「豊かに」とは、アブラハムにとっての子孫繁栄、初代教会にとっての信徒増加などのように、目に見える形で増えることを指す。

#### 3節と4節
3節は手紙を書いた目的を示し、福音派の『エッセンシャル聖書辞典』では「主題」、『BIBLEnavi』では「中心聖句」と位置づけられている。ただし、この部分は2通りに翻訳できる。上記の口語訳のように「心から願っていたので」と順接に訳す場合、元々書きたいと考えていた手紙とユダ書は同じ主題ということになる。他方で、これを新改訳聖書や田川訳聖書のように、「心から願っていたが」と逆接に訳す場合、本来書きたかった手紙とは別の手紙を急遽したためる必要が生じ、その結果書かれたのがユダ書という意味になる。
3節の「愛する者たちよ」という呼びかけは17節、20節にも登場し、ユダの読者に対する気遣いが読み取れる。同じ節の「ひとたび伝えられた」というのは、キリスト教の信仰はイエス・キリストがただ一度だけ伝えたものであったことを指している。また、そこから、この書の成立（福音派の理解では1世紀後半）までに「キリスト教の信仰体系」が成立していたことを読み取る者もいる。
4節の「しのび込んできて」は特定の教会の状況を想定しているようにも見え、これが特定の教会に宛てられた手紙と見る立場の根拠の一つになっている。そして、この忍び込んだ人びとは、巡回説教者を指している可能性がある。他方、これはあくまでも教会内の結束を強めるためのレトリックで、実際に外部の者だったかは分からないとする立場もあり、この書かれ方では、外部から共同体に入ってきたのか、自分たちの集団から異なるグループが現れたのか不鮮明だとする見解もある。
彼らの「放縦」については、いくつかの捉え方がある。福音派の井上温章はこれをグノーシス主義と直結させ、霊肉二元論に立ち、肉体を否定的に捉えるグノーシス主義では、肉体が何をしようとも問題ではないとする解釈が導かれて放縦に繋がり、また神の恵みの曲解からいかなる罪も無条件に赦されるという理解に至ったとしている。他方で具体像を欠いていることから、どのような存在か確定させられないとしてグノーシスとの結びつきにも慎重な立場があり、田川建三に至っては、仮想敵であった可能性にまで言及している。
4節には「昔から予告されてきた」とあるが、これが何を指すかは諸説あり、(1) ペトロの手紙二第2章1節から3節、(2) 使徒の預言、(3) 旧約聖書全体、(4) ユダ書で後述される特定箇所、(5) 天で記されているとされる「命の書」、などの可能性が挙げられてきた。ほか、死海文書の宗規要覧などに反映された別系統のユダヤ伝承ではないかとする説もある。

#### 5節から7節
この5節から7節は3種の神の裁きを挙げている。「思い起こしてもらいたい」という表現は、それらの裁きを読者が知っていることを前提とし、同時に読者が認識している教えには問題がないことを示している。
まず、最初にユダヤ人たちの出エジプトに触れている。この不信仰な者たちの滅びは『民数記』14章1節以下に描写されている。なお、上記引用の訳文中で「主」と訳されている箇所については、「神」「神なるキリスト」など、いくつかの異文が存在している。出エジプトを引き合いに出して不信心を咎める構成は、パウロ書簡の『コリントの信徒への手紙一』10章1節から10節にも見られる。
6節に描かれている御使い（天使）の閉じ込めの話は、『創世記』6章1節から4節に描かれた話を敷衍したもので、『第一エノク書』（エチオピア語エノク書）に詳しく書かれている。古代のユダヤ人たちにとって堕落した天使のモチーフは、民間伝承での人気あるモチーフであった。この部分は『ペトロの手紙二』第2章10節と並行する。

7節は『ペトロの手紙二』第2章6節・10節に並行する。

ユダ書の7節はソドムとゴモラの罪が同性愛にあったとする説の根拠となっており、岩波委員会訳聖書でも同性愛が通説として紹介されている。ただし、口語訳で「不自然な肉欲」と訳されている箇所は、特定の観点からの解釈の持ちこみであり、RSVの英訳に影響されたらしき誤訳である。その直訳は「他の肉」あるいは「異なる肉」であって、これが意味するところはいくつかの説がある。
有力なのは2説で、辻学は英語圏の研究者が同性愛に解しがちなのに対し、ドイツ語圏の研究者は人間と異質な肉、すなわち天使との性交と解しがちであると概観している。もっとも、英語圏でも天使との性交と解するスタディ・バイブルは複数ある。また、フランス語圏で評価の高いLa TOBも天使との性交の意味に捉えている。少数説としては、偶像崇拝の隠喩とする見解や、天使たちが己の領域を離れたことと関連付けて性的意味を否定する見解などがある。
永遠の火云々は『第一エノク書』67章4節以下で、地獄の炎が死海の地下にあるとされることに対応する可能性があるものの、直接これに依拠したかははっきりしない。

#### 8節から16節
第8節では悪行3つ、すなわち「夢に迷わされて肉を汚」すこと、「権威ある者たちを軽んじ」ること、「栄光ある者たちをそしっている」ことが挙げられている。夢に迷わされるというのは幻視者ないし偽預言者を指す。汚らわしい、あるいは淫らな夢想という解釈もある。
「権威ある者」は御使い（天使）の持つ主権を指し、ここでは神の支配権そのものを指す。「栄光ある者」は天使を指す。古代のエウセビオスらは、天使にも放縦な者たちがいたとされることを根拠にそういう生活をしていたグノーシスの一派、カルポクラテス派と結び付けていた。
9節のモーセの死体をめぐる論争は、オリゲネスが外典の『モーセの昇天』からと指摘して以来、それが受け入れられている。
しかし、『モーセの昇天』は現存しない。一応、古い写本の欄外注の形でギリシア語の逸文が残されており、田川訳聖書の注釈で試訳されている。
ただし、ユダ書と『モーセの昇天』は共通の伝承に拠ったのであって、前者が後者に依拠したわけではないと想定する説もある。いずれにせよ、ここで述べられているのは、「裁き」は神のみがなしうるものであるということである。
10節は異端教師の思い上がりの描写である。彼らがそしる「知りもしないこと」の内容は、「神的真理」、「神に属する霊の事がら」、「霊の世界と信仰の世界」などと言われる。他方、簡潔すぎて正確に掴みきれないので、それを断定的に述べること自体が、この節の記述に反してしまうとする立場もある。
11節で言及されている、カイン、バラム、コラの3人は、信仰にとって好ましからざる人物の代表例として挙げられている。カインは低い次元の事柄しか認識できない人物、バラムは天使を見くびる人物、コラはモーセに逆らった人物であり、こうした人物を思い起こさせることで、論争をせずに断罪している。
12節では愛餐に紛れ込んできた異端者について言及されており、異端者たちは愛餐の意義を正しく理解できていないとする。愛餐の原語は「愛」と同じで、かつて聖餐と不分明のものとして行われていたと推測されている、信徒同士が食物を持ち寄って行なった会食を指している。12節後半からの批判のうち、「水のない雲」は雨を降らせない雲のことで、他の喩えとともに無意味なものの例示とも言われる。
14節ではエノクが7代目であると示される。7代目という位置づけは『第一エノク書』60章8節あるいは93章3節に描かれている。「7」という数字はそれ自体がエノクの特別性を示している。14節途中から15節は『第一エノク書』1章9節の引用で、そのことは古来、アレクサンドリアのクレメンス、テルトゥリアヌス、ヒエロニムス、アウグスティヌスらによって指摘されてきた。ただし、15節後半を『エノク書』5章4節と関連付ける意見もある。後述するように、ユダ書の正典性をめぐり、外典の利用が問題視されたが、その問題が特に集中する箇所がこの14節から15節にかけてである。
16節にも『第一エノク書』5章4節に並行する言葉が含まれている。
こうした激しい言葉遣いから、教会を想うユダの強い気持ちが読み取れる。

#### 17節から23節
17節から内容を転じて後半に入る。17節から18節にかけては「使徒たちが予告した言葉」が引き合いに出されているが、これと一致する使徒の発言は伝わっていない。具体的な文章を引用したのではなく、読者の記憶を喚起するもの（バルバロ）、あるいは複数の使徒たちの発言を再編したもの（シュナイダー）などといわれる。また、もしも『ペトロの手紙二』がユダ書に先行するとした場合には、その3章2節から3節の引用の可能性も出てくる。いずれにせよ、ここでユダ書の著者は、旧約の預言者と使徒の言葉を同格の参照元として取り扱っている。その発言に見られる「あざける者」という表現では、何を嘲ったのかが明示されていないが、終末願望を嘲った可能性が指摘されている。また、彼らが「御霊を持たない者」とされるのは、その高慢さに原因がある。
なお、17節から18節は、偽名書簡と見る者たちからは、使徒の死後の時代に書かれたことが読み取れるとされている。また、ユダを使徒の方ではないと位置づける者たちからは、著者が使徒と自らを別個の存在として位置づけている（つまり使徒ユダの作品ではありえない）ことが読み取れるとされている。
19節に出てくる「彼らは分派をつくる者、肉に属する者、御霊を持たない者たち」という批判は、「彼ら」の主張を裏返しにした批判ではないかという説もある。すなわち、「彼ら」は自分たちが御霊を持ち、肉に属さないものであると主張していたため、まったく逆と批判したというわけである。グノーシス主義者の中には、救いは滅び行く世界を超えたところにあるものであり、パウロの説くことを都合よく解釈して、人為によって救われるのではないのでこの世の肉体が何をしても良いという放縦な振る舞いに及んだものもいたとされる。19節はそうした主張への反論として理解できる可能性がある。他方で、20世紀以降に発見されたグノーシス文書の分析などから、こうしたグノーシス理解に疑問も出されている。
21節で保つように促されている信仰は、伝統的な信仰を指している。伝統それ自体を根拠に置く信仰のあり方が見られるのは、新約聖書ではここだけとされる。なお、20節から21節には「神」「イエス・キリスト」「聖霊」という3つの位格が揃っており、フェデリコ・バルバロや堀田雄康はここに三位一体の暗示を見出している。
23節の「肉に汚れた者」はいろいろな説がある。フェデリコ・バルバロや上沼昌雄はハンセン病と関連付けていた。他方、放蕩や肉欲の穢れと結びつける見解もある。その下着も拒むという話は、人の持つ霊的な力が衣服を通じても伝わるという考え方（『マルコによる福音書』5章27節などに出てくる）が元になっているとされる。他方で、田川はこの肉の汚れが何を意味するかは、著者自身もよく分かっていないのではないかと否定的に述べている。

#### 24節と25節
24節から25節に見られる頌歌（頌栄）はその美しさが評価されており、バルバロのように新約聖書中で最も美しいと位置づける者もいる。

### 他文書との関係

#### ペトロの手紙二
上の注解からも明らかなように、内容的には『ペトロの手紙二』（第二ペトロ書）との並行が顕著である。普通、公同書簡はヤコブ、ペトロ、ヨハネ、ユダの順に並べられており、第二ペトロ書は3番目、ユダ書は7番目（最後）に置かれている。この順序は、『ガラテヤの信徒への手紙』第2章9節で使徒がヤコブ、ペトロ、ヨハネの順に並んでいることにも対応している。
しかし、第二ペトロ書とユダ書の共通性から、これをひとまとめにする論者たちもおり、日本語訳聖書の中では岩波委員会訳聖書（合冊版）が5番目に第一ペトロ書、6番目にユダ書、7番目に第二ペトロ書を配置している。岩波の新約聖書翻訳委員会にも名を連ねた大貫隆は2010年の時点でそれを唯一の例外としたが、その後、田川建三の『新約聖書 訳と註』（第6巻）でも、第二ペトロ書が3番目、ユダ書が4番目に置かれている。ほか、注解書などでも、ハンス・コンツェルマンをはじめ、第二ペトロ書とユダ書をひとまとめに扱う論者たちが見られる。
第二ペトロ書とユダ書のどちらが先かについては、前者が先、後者が先、直接的な依存関係はないの3説がある。福音派の『新聖書注解』や『新実用聖書注解』は、第二ペトロ書が偽教師の出現を未来形で語っていたのに対し、ユダ書が忍び込んだ人々を過去形で語っていることから、第二ペトロ書を先に置いている。
逆に、『新共同訳 新約聖書注解』（日本基督教団出版局）では、第二ペトロ書の方が詳しいにもかかわらず、ユダ書のうち、外典・偽典からの引用部分が省かれていることなどから、ユダ書を元に第二ペトロ書が書かれたという立場が定説とされている。ヨハネス・シュナイダー、ヴィリー・マルクスセンらもこの立場をほぼ確定的なものとして叙述している。
それらの見解に対し、田川建三はモチーフが類似していても、語句の一致が13.4 %にとどまることや、ユダ書にあって第二ペトロ書にないのは外典・偽典からの引用部分にとどまらないことなどから、共通する文書をもとにそれぞれ独立して書かれていると見なした。田川以前にはアンカーバイブルで同種の見解が見られた。

#### 偽典
本文に対する注解でも触れたように、ユダ書は『第一エノク書』と『モーセの昇天』という2つの旧約偽典の利用が指摘されている（ただし、西暦90年のヤムニア会議までは正典からの除外は決定的となっておらず、『エノク書』はエチオピア正教会では今なお正典である）。
ユダ書14・15節と『エノク書』を比較すると以下の通りである。
| ユダ書 | エノク書 |
| --- | --- |
| 14 アダムから七代目にあたるエノクも彼らについて預言して言った、「見よ、主は無数の聖徒たちを率いてこられた。 15 それは、すべての者にさばきを行うためであり、また、不信心な者が、信仰を無視して犯したすべての不信心なしわざと、さらに、不信心な罪人が主にそむいて語ったすべての暴言とを責めるためである」。 | 霊魂の主が造られた人間の最初アダムから七代目にあたるわたしの（曾）祖父（エノク）（60章8節・抜粋） |
| 14 アダムから七代目にあたるエノクも彼らについて預言して言った、「見よ、主は無数の聖徒たちを率いてこられた。 15 それは、すべての者にさばきを行うためであり、また、不信心な者が、信仰を無視して犯したすべての不信心なしわざと、さらに、不信心な罪人が主にそむいて語ったすべての暴言とを責めるためである」。 | 見よ、彼は一万人の聖者たちをひきつれて来られた。それは彼らに審きを行なうためである。彼は不敬虔な者たちを滅ぼし、すべて肉なる者、すなわち罪人たちと不敬虔な者たちが彼に対して働いたいっさいの不義を告発されるであろう。（1章9節）                         |
| 14 アダムから七代目にあたるエノクも彼らについて預言して言った、「見よ、主は無数の聖徒たちを率いてこられた。 15 それは、すべての者にさばきを行うためであり、また、不信心な者が、信仰を無視して犯したすべての不信心なしわざと、さらに、不信心な罪人が主にそむいて語ったすべての暴言とを責めるためである」。 | しかるにきみたちときたら、慎しみは知らず、主の命令は果たさず、これをなみし、きみたちのそのけがらわしい口をきわめて、あのおかたの威光をそしり、大言壮語し、乱暴な言葉をならべた。心のひからびた者どもよ、きみたちに平安はおとずれないであろう。（5章4節） |

福音派の『新聖書注解』では、偽典の引用は正典視したからではなく単に人々に知られていたためとし、パウロが異教の詩人の言葉なども引用していることと対比されている。この見解は『新聖書講解シリーズ』や『エッセンシャル聖書辞典』にも引き継がれた。類似の見解はカトリックのフェデリコ・バルバロからも提示されていた。文庫クセジュで新約聖書の概説を担当したレジス・ビュルネは、論争相手がそれを使っていたため、著者も利用したのではないかとした。
著者は3、20節で具体的にどのようなものかを示さないまま、伝えられてきた教えを墨守することの大切さを説いている。このことに正統主義の限界を見出す小林稔は、伝来の教えをまるごと墨守するという姿勢が、正典、外典の区分なしに『エノク書』『モーセの昇天』を取り込むことに繋がった可能性を指摘した。また、高柳俊一は、『モーセの遺訓』などの偽典文書に共通する終末が近いとする感覚を、ユダ書からも読み取っている。

## 正典化

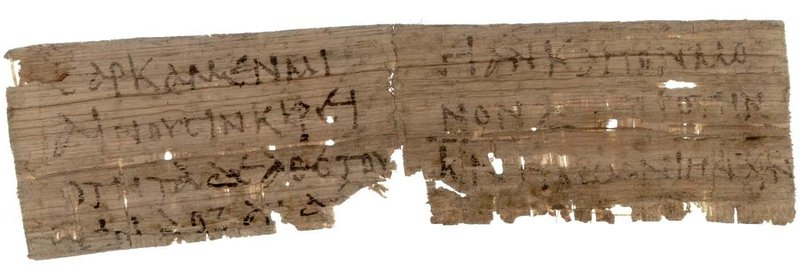
パピルス78 (^{78}) のユダ書（4-5節）（3-4世紀）

ユダ書への最古の言及について、第二ペトロ書をユダ書の後に置く論者は、第二ペトロ書の並行箇所を最古の引用と見なしている。新約聖書以外での言及については、フランシスコ会聖書研究所はポリュカルポスがほのめかしていると指摘した。カトリックのフェデリコ・バルバロはこれに加えて『十二使徒の教訓』『ポリュカルポスの殉教』などの使徒教父文書にも仄めかしがあるとしていた。福音派の『新聖書注解』は、2世紀初頭のポリュカルポス、アテナゴラスの著作や『バルナバの手紙』に引用らしきものがあるとしている。
他方、明瞭な言及や引用となるとテルトゥリアヌスやムラトリ正典目録（いずれも2世紀末から3世紀はじめ）が最古の部類に属する。しかし、その当時のラテン教父ではむしろユダ書への言及がないのが一般的だったとされ、ノウァティアヌス、キプリアヌスは言及していない。同じ時代のギリシア教父では、オリゲネスが言及しているものの、ペトロの手紙二、ヤコブの手紙、ヨハネの手紙二・三とともに、疑わしい書として挙げていた。エウセビオスも全く同じ文書群について、疑問のある書のうち多くの人に知られている書に分類している。
現在の27文書を新約正典として最初に位置づけたのは、アレクサンドリアのアタナシオスの『第三十九復活祭書簡』（367年）とされ、ここにユダ書も含まれた。4世紀末の北アフリカの教会会議、すなわちヒッポ会議（393年）、カルタゴ会議（397年）でもその判断が踏襲された。同じ時期のモムゼン正典目録（4世紀後半）や少し後のリヨンのエウケリウス（5世紀）のようにユダ書への言及が見られない文書・論者も存在しないわけではないが、ヒエロニムス、アウグスティヌスらは正典として受容した。また、東方教会のトゥルルス教会会議（692年）でも追認された。
しかしながら、シリアではいささか事情が異なる。4世紀後半のシリアで成立したと考えられている『使徒教憲』ではユダ書が正典に含まれているが、5世紀前半成立とされるシリア語訳聖書『ペシッタ』では、第二ペトロ、第二・第三ヨハネとともにユダ書は除外されている。他方、508年に成立したシリア語訳（フィロクセノス訳）、616年の改訂版（ハルケル訳）には含まれているものの、東シリアでは現代においてもペシッタが公認されている。
16世紀ヨーロッパでは、ジャン・カルヴァンは受容したものの、マルティン・ルターが否定的に捉えていた。カルヴァンはユダ書について、非常に有益なものとし、「われわれはユダの時代に有益であった勧告が現在もなお必要以上に大切であることがわかる」として積極的に位置づけた。これに対してルターは『聖ヤコブ及び聖ユダの書翰への序言』において、ユダ書を第二ペトロ書の「抜き書き乃至書き写し」と位置づけた上で、「私はこの書翰を賞讃するが、信仰の根拠を据えるに足る聖書の主要書中に数える必要を見ない」と述べた。
他方、カトリック教会が16世紀半ばに開催したトリエント公会議では、ユダ書を含む27文書が正典として追認された。

## 意義
前田護郎は「短かい内容の中に信仰の真髄が盛られている」と評価していたが、その内容には神学はあまりあるいはほとんど見られないという意見もある。
他方、永田竹司は「キリスト教会における正統と異端の闘争の初期（二世紀初頭）の歴史を証言する貴重な記録」という観点から評価している。ヨハネス・シュナイダーは、ユダ書をグノーシス主義勃興期に書かれたと位置づけ、その時点のみでなく、2世紀にグノーシスが伸長していく中で、それとの対決で評価を高めたと推測している。土戸清も、正典に組み込まれた理由として、「『使徒伝承』を重んじ正統的立場から異端反駁を展開している」ことを挙げている。
その現代における信仰上の意義について、福音派の『BIBLEnavi』は、神を畏敬せずに思いのままに振る舞うような、上辺だけのキリスト教徒に対する警告としている。

### 批判
ユダ書は短く、しばしば具体性を欠くことなどが批判される。ヴィリー・マルクスセンは、「にせ教師に対する、非常に力強くはあるが皮相な論駁以外ほとんど何も含んでいない」と評しており、上村静も、ユダ書の著者は具体的な論点提示なしに「ただ罵詈雑言を並べ立てる」と否定的に言及している。田川建三は「第二ペテロ二章との比較の役に立つ以外には、何の価値もない」と断じている。
また、ユダ書には女性への直接的言及は全くないが、フェミニスト神学の立場ではこのことも批判の対象となる。フェミニスト神学者による聖書注解書でユダ書と第二ペトロ書を担当したローゼンブラットは、女性の役割や貢献などを隠匿してしまう「父権制的考えの典型」としてユダ書を位置づけている。また、ユダ書で打ち出されている審判者としての神のイメージは「父権制的支配の一変形」であるとし、守旧的・女性抑圧的に作用すると指摘した。